# Alfred Nobels laboratorium
Alfred Nobels laboratorium eller Nobellaboratoriet är ett laboratorium vid Björkborn i Karlskoga, som är en del av Nobelmuseet i Karlskoga och uppfördes ursprungligen av Alfred Nobel år 1895.
Beläget nära Björkborns herrgård, är laboratoriet förbundet med centrala Karlskoga via Björkbornsbron, som korsar Timsälven. Sedan museet öppnade har laboratoriebyggnaden rymt en utställning om Alfred Nobel, hans uppfinningar och företag.